# Faith Compton Mackenzie
Faith Compton Mackenzie, de soltera Faith Nona Stone, (Eton, 26 de febrero de 1878 - 9 de julio de 1960) fue una biógrafa, cuentista, escritora de memorias y novelista británica. 

## Biografía

### Infancia y juventud
Faith Nona Stone nació en Eton el 26 de febrero de 1878, hija de Elizabeth Theresa «Lily» Vidal (quien a su vez era hija única de la novelista Mary Theresa Vidal y el reverendo Francis Furse Vidal) y Edward Daniel Stone, maestro de griego y latín en el Eton College. Fue una de las diez hijos que tuvo la pareja, incluyendo a su hermano menor Christopher Stone, y asistió a la Escuela Francis Holland para niñas en Londres.
Entre 1901 y 1905, trabajó como actriz, bajo el nombre artístico de «Faith Reynolds», en la compañía de Charles Hawtrey, actuó en Londres y Nueva York, inicialmente en la producción, Un mensaje desde Marte. En 1903, actuó junto a Hawtrey y Arthur Playfair en la producción de Hawtrey de la obra de Thomas Anstey Guthrie, El hombre de Blankley, en Londres, Nueva York, Washington D. C., Detroit y Chicago. Durante estos años, conoció a la artista irlandesa Alethea Gyles, en quien posteriormente basó el personaje de Ariadne Burden de su novela Tatting (1957).
El 30 de noviembre de 1905, se casó con el escritor Compton Mackenzie en St Saviour's, Pimlico (Londres)

### Carrera
Entre 1913 y 1920, vivió con su esposo en Capri, en Villa Solitaria, una isla italiana cerca de Sorrento. Mackenzie era conocida por su talento como pianista, y durante su estancia en la isla mantuvo varios romances, incluyendo uno con la pianista italiana Renata Borgatti.
Cuando su esposo regresó a Capri en 1917 de baja por enfermedad tras su servicio militar, descubrió que mantenía una aventura con un hombre mucho más joven que ella, quien falleció poco después de neumonía. Ayudó a Mackenzie a superar el duelo, pero decidió que a partir de entonces vivirían únicamente como compañeros más que como marido y mujer y durante el resto de sus vidas la pareja vivió separada la mayor parte del tiempo. Desde 1920, Compton fue inquilino de las Islas del Canal de Herm y Jethou. Durante esta época, D. H. Lawrence cenó con Faith en Capri. Ella inspiró el cuento «Dos pájaros azules» y no estaba contenta con que él hubiera escrito una «perversión tan monstruosa de los hechos» basada en la conversación que tuvieron durante la cena.
A partir de 1930, los Mackenzie vivieron en la isla escocesa de Eilean Aigas y fue a partir de este período que Mackenzie comenzó a escribir.Inicialmente escribió biografías históricas a principios de la década de 1930. En 1933, el matrimonio de mudó a Barra, donde construyeron una casa a la que llamaron «Suidheachan» (el lugar de descanso). Aparentemente ella tenía una «pasión por amueblar casas nuevas», que afortunadamente coincidía con la pasión de su esposo por adquirir nuevas islas. A finales de la década de 1930, Mackenzie se hizo famosa por sus memorias, que describían su vida en lugares como Capri, París, Roma, Milán, Guernsey y Barra.
Durante la Segunda Guerra Mundial, la pareja vivió en Peace Cottage, Kingweston, Somerset, hasta que venció el contrato de arrendamiento y se vio obligada a regresar a Londres. Después de la guerra, viajó con frecuencia a Italia y a las Islas Baleares. A mediados de la década de 1940, los Mackenzie ya no vivían en islas y habían comprado Denchworth Manor, cerca de Wantage.

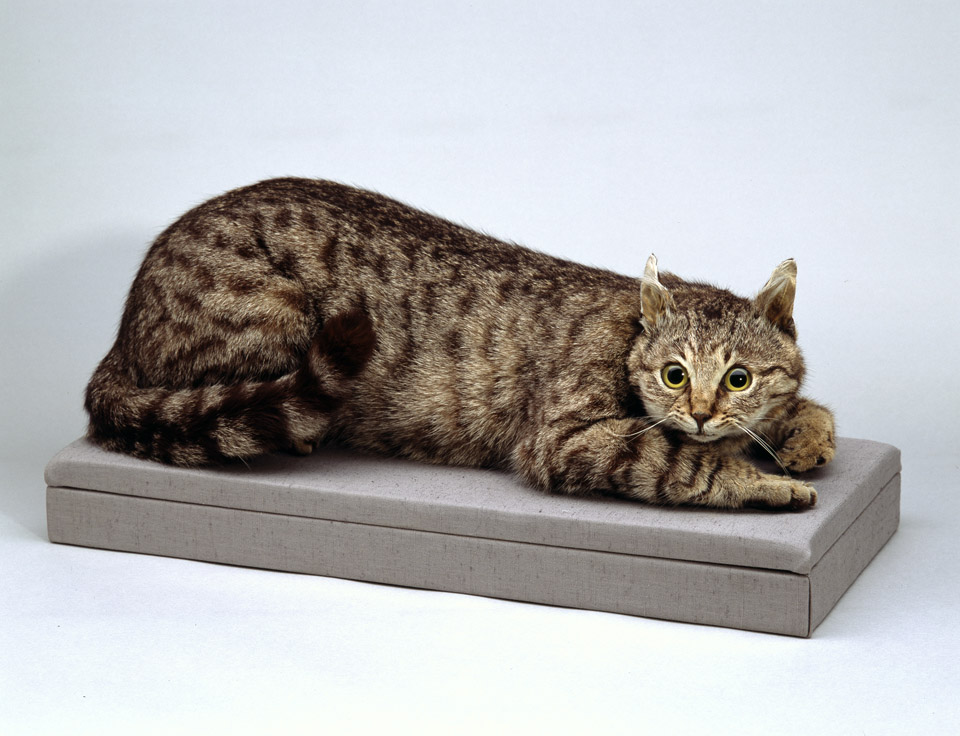
El gato atigrado que Lady Mackenzie compró en 1950 y que actualmente se exhibe en el Museo del Ejército Nacional

En 1950, Lady Mackenzie compró un gato atigrado disecado en el mercado de Portobello que supuestamente era Tom de Crimea, el famoso gato que salvó a tropas británicas y francesas de morir de hambre durante la guerra de Crimea. Actualmente se encuentra en el National Army Museum en donde se le describe como Tom de Crimea, aunque no hay pruebas de que sea el mismo animal.
La National Portrait Gallery de Londres conserva un retrato de Lady Mackenzie de noviembre de 1955. Faith Compton Mackenzie publicó sus últimas memorias en 1943 y sus últimas biografías en 1943 y 1950. Sus dos novelas se publicaron en 1954 y 1957. Su salud mental se deterioró cuando ya tenía una avanzada edad y falleció el 9 de julio de 1960.
Las obras de Faith Compton Mackenzie han permanecido prácticamente inéditas, pero en 2024 su primera colección de cuentos, «Mandolinata», y su última novela, «Tatting», se reeditaron en un solo volumen.

## Publicaciones
- Mandolinata  (1931, cuentos)
- The Sibyl of the North (Cristina de Suecia) (1931, biografía)
- The Cardinal's Niece (Marie Mancini) (1935, biografía)
- As Much as I Dare (1938, memorias)
- The Angle of Error (1938, edición revisada y ampliada de Mandolinata)
- More than I should (1940, memorias)
- Always Afternoon (1943, memorias)
- Napoleon at the Briars  (1943, biografía novelada)
- William Cory (1950, biografía)
- The Crooked Wall (1953, novela)
- Tatting (1957, novela)

También escribió contribuciones para las revistas Time and Tide, New Statesman y Gramophone.